# 白石 (香港)

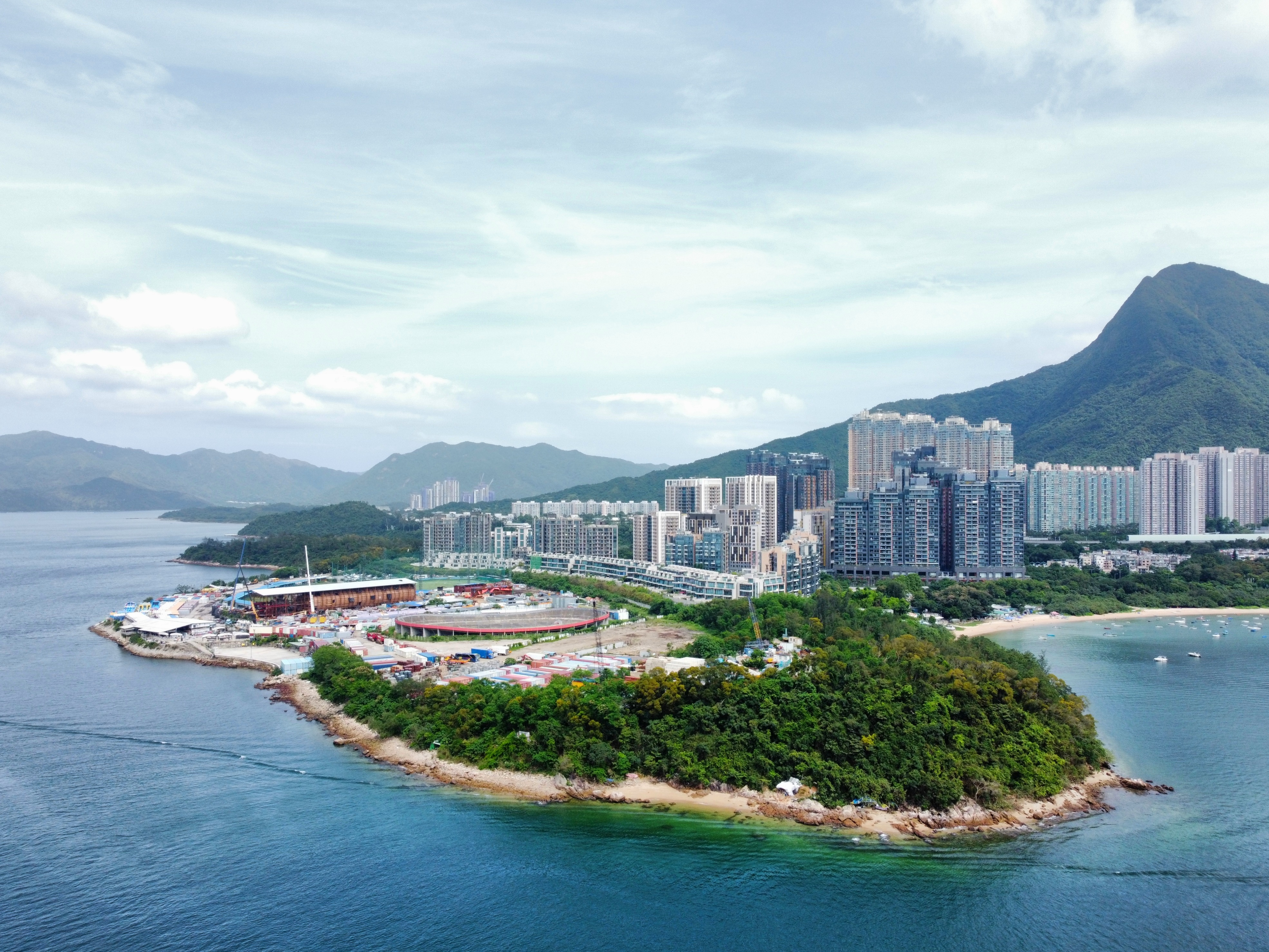
2024年的白石，可見所有私人屋苑均已建成，僅餘前方康樂用地尚未發展

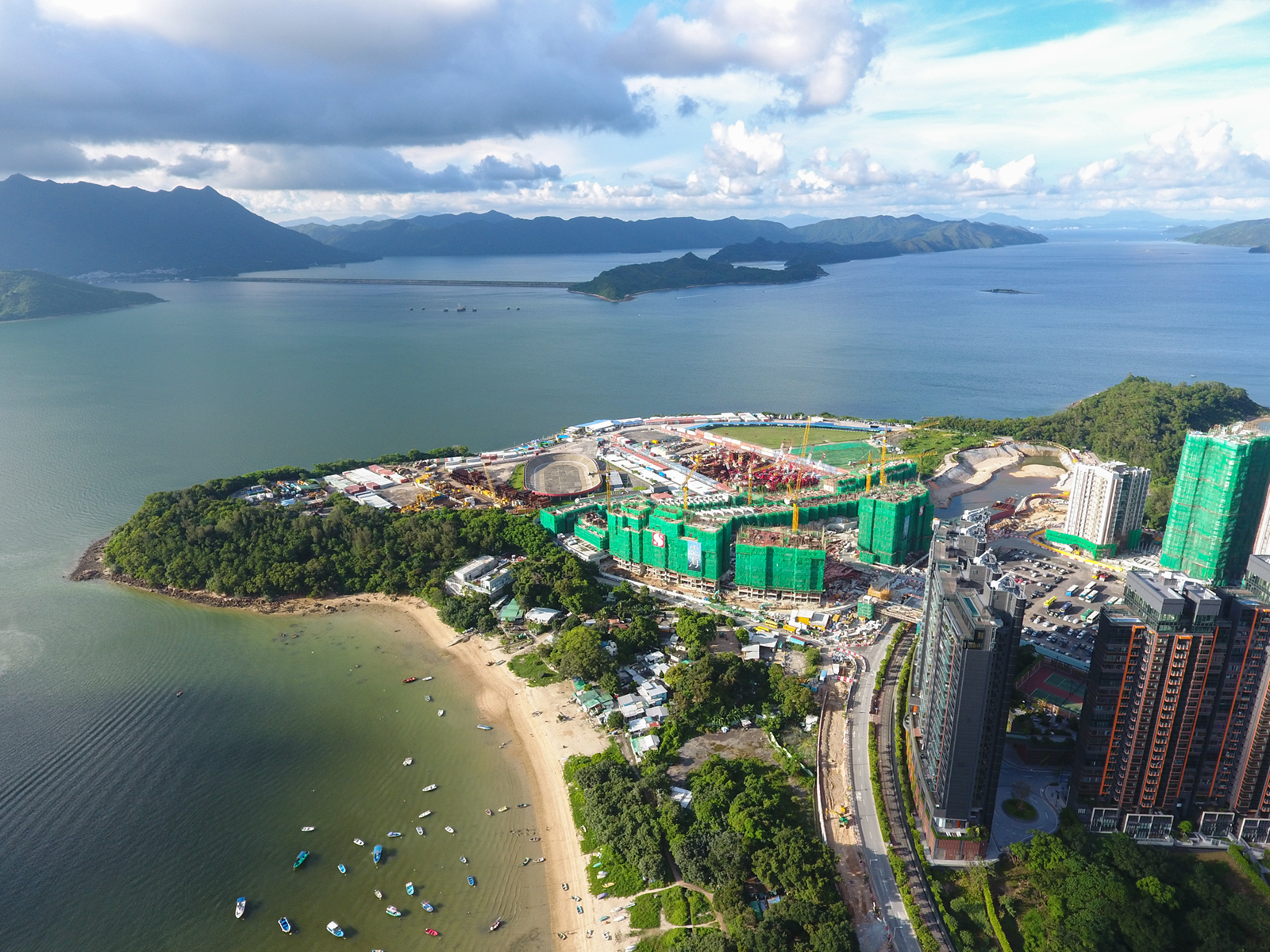
2017年的白石，大部份土地用作建設中低密度私人住宅

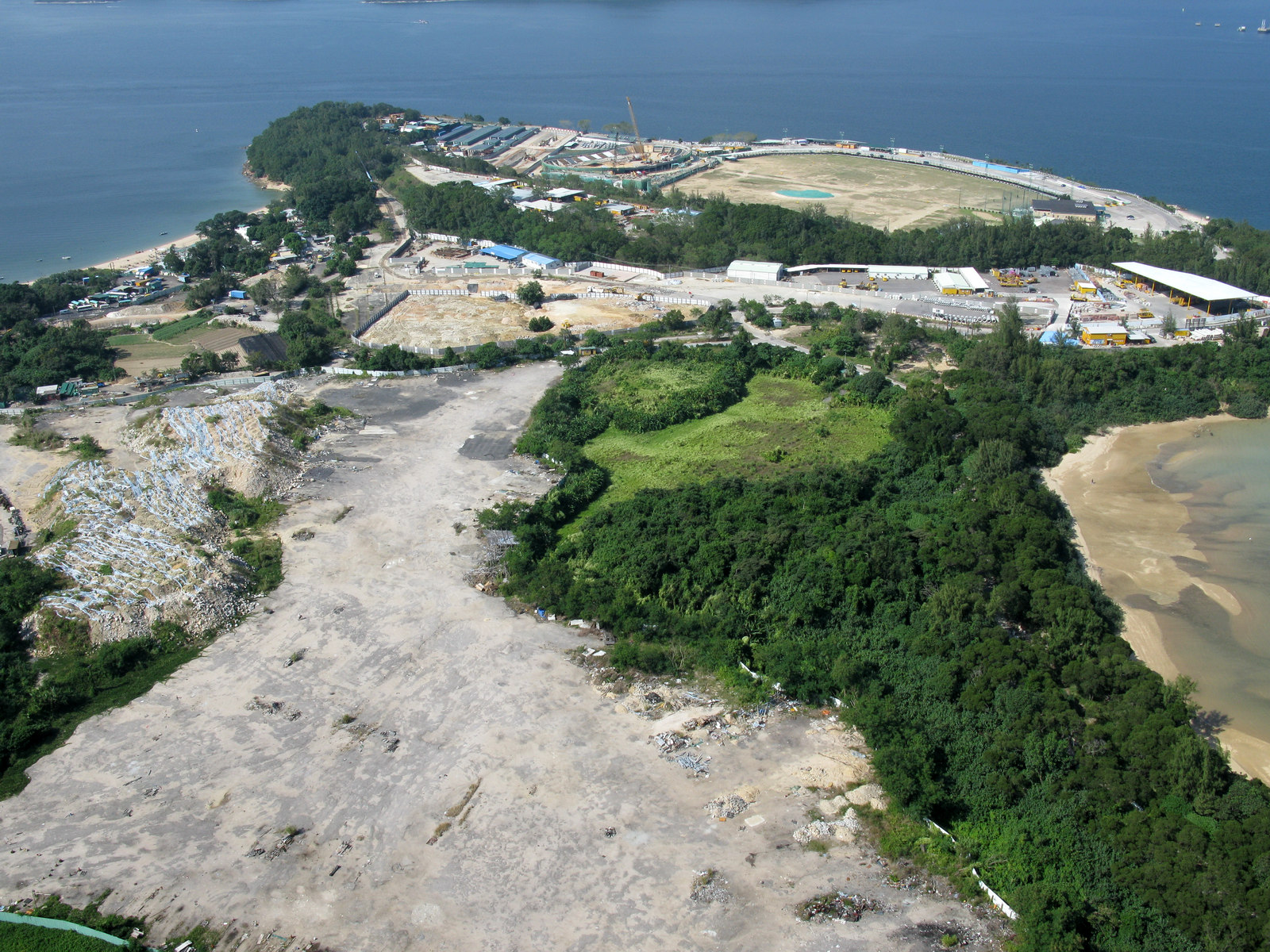
2009年，由銀湖·天峰遠眺白石，前方為落禾沙，到2011年至2017年分階段發展為私人住宅迎海

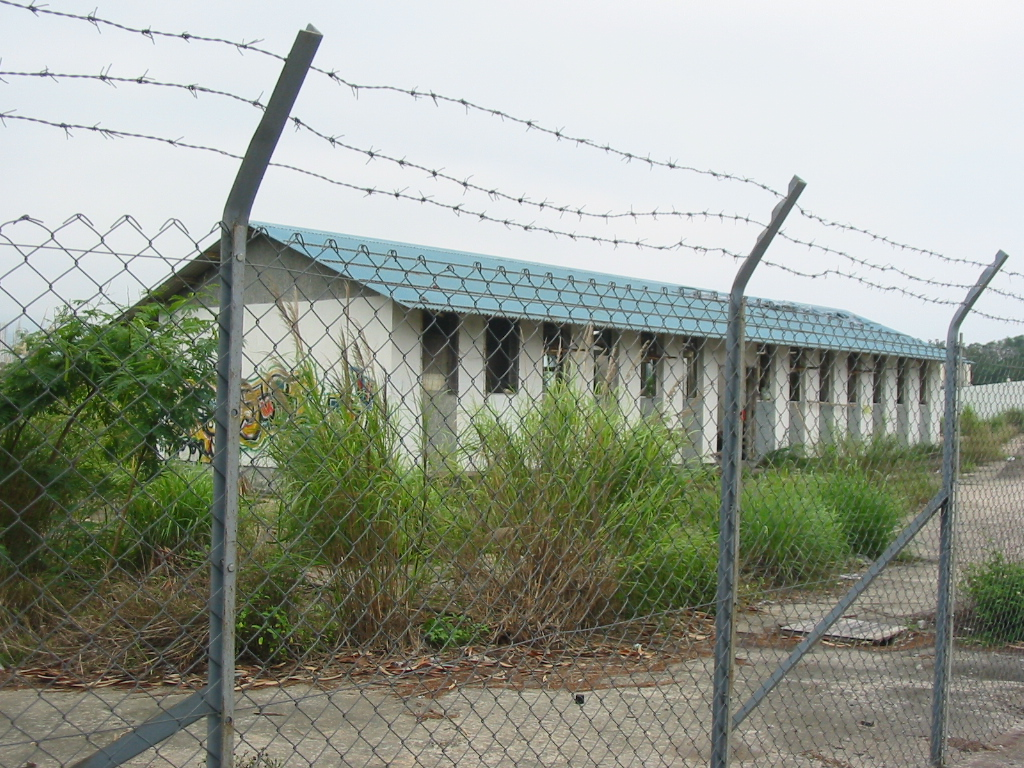
清拆前白石船民中心內一座營舍

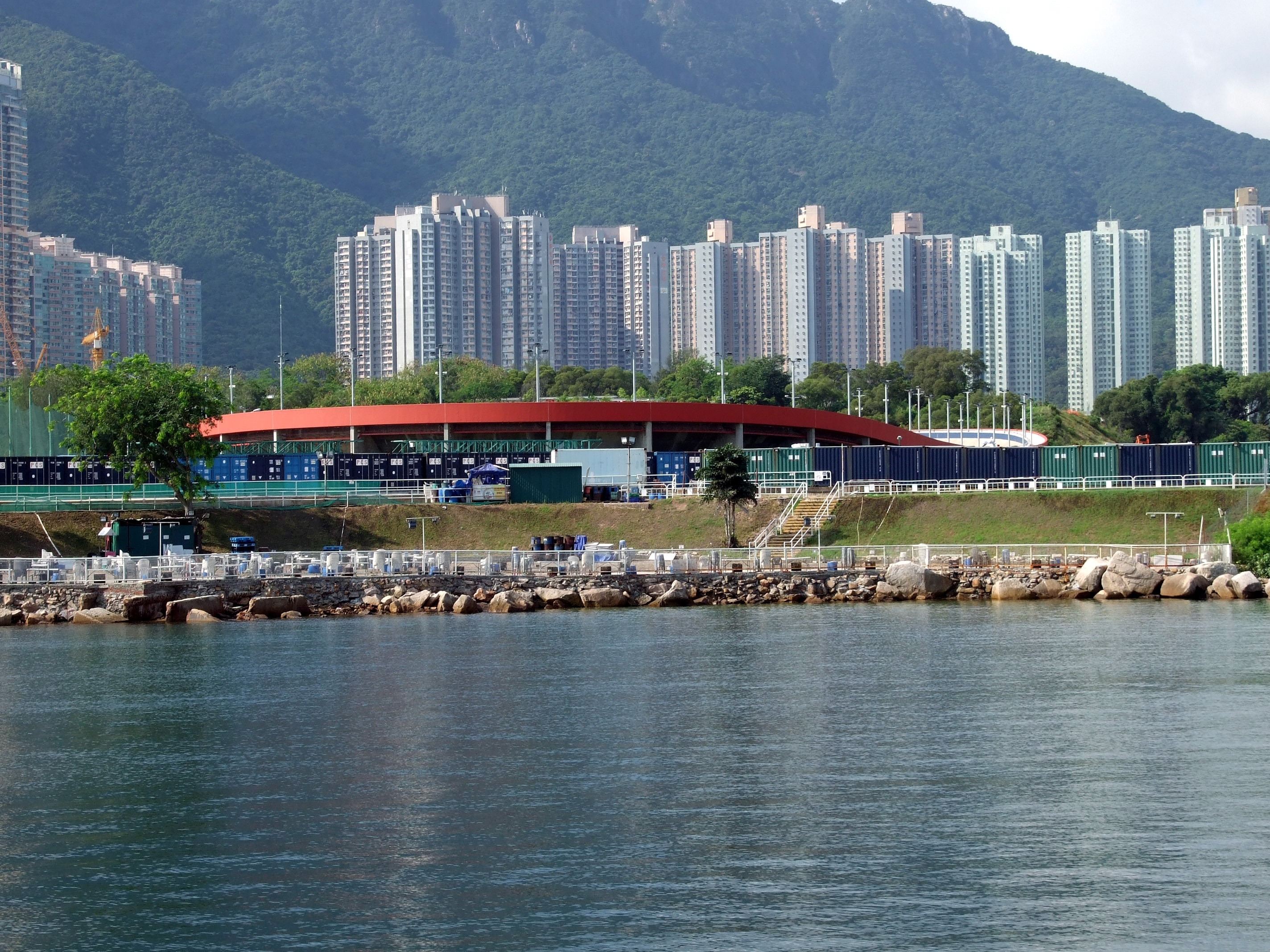
香港體育學院單車場

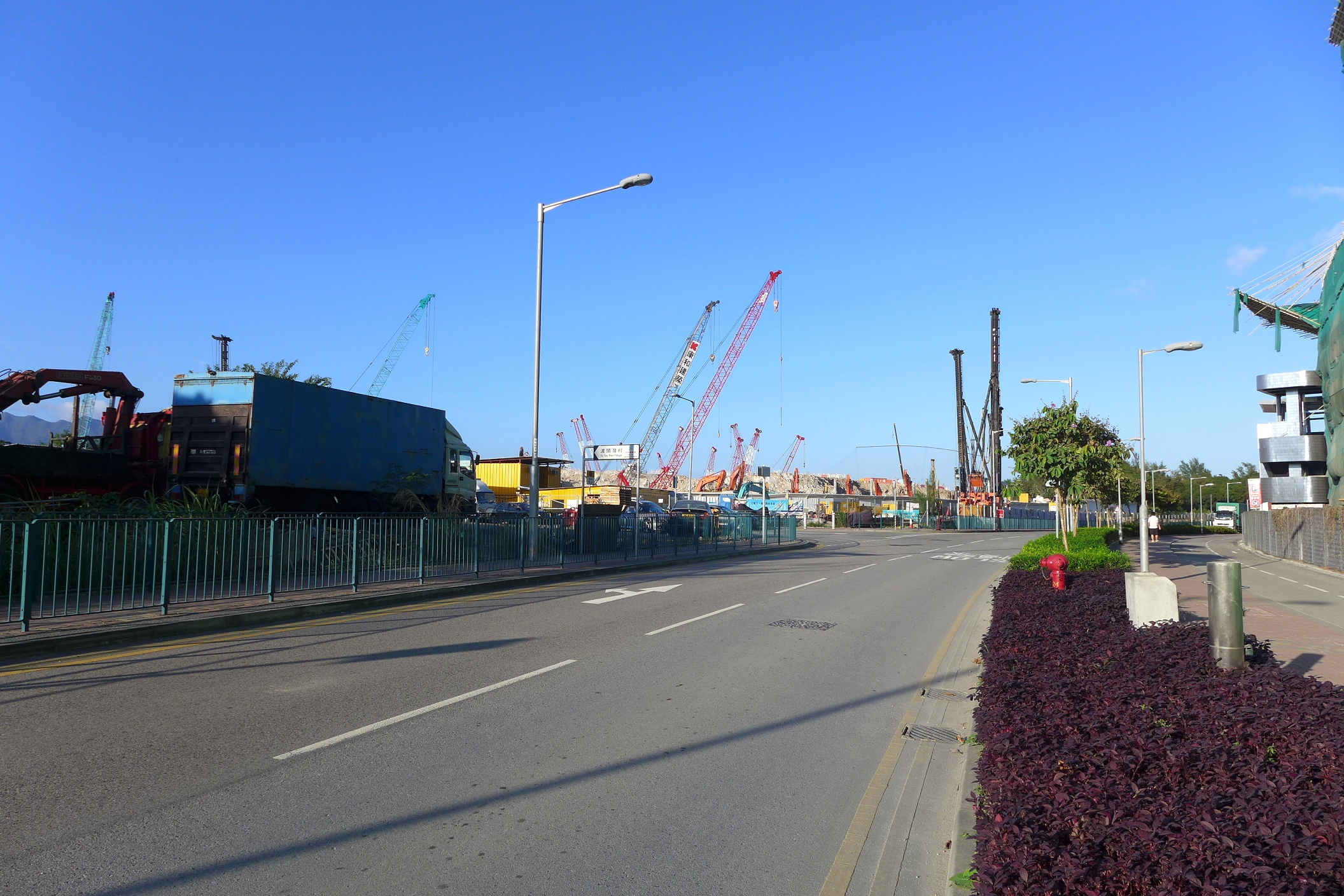
白石有多個低密度私人住宅正興建中，日後將發展為豪宅區

白石（坊間亦作 Pak Shek），古稱白頭山，又稱白石陸岬（Whitehead Headland）、白石半島（Whitehead Peninsula）、烏溪沙咀（Wu Kai Sha Tsui）或烏龜沙咀（Wu Kwai Sha Tsui），是香港新界東沙田區的一個海角，位於馬鞍山烏溪沙落禾沙以北，樟木頭以西，對開海面為吐露港。

## 發展
1970年代尾，由於興建吐露港公路需要進行填海，政府於白石設立挖泥區，以提供沙石進行填海造地工程。過程中，原先的小山丘因此而被剷平，形成現今地貌。
1980年代，香港政府為處理越南船民問題，於白石挖泥區舊址興建白石羈留中心，白石難民營曾發生南北越人的械鬥，1994年難民營中的越南船民因為反對遣返而展開絶食，隨後更反鎖營內進行緃火及暴動；1996年有船民挾持懲教署職員，200多人逃出營外。船民中心於1997年關閉後，政府將土地以短期租約形式批出，原址已改建為白石哥爾夫球中心和燒烤場，於2014年改名為白石康樂中心。

## 街道結構
白石有一條環繞全半島和連接西沙路和落禾沙里的道路，其中一段是白石康樂中心的私家路，而全條道路不論私家路或政府管理的一段，政府皆沒將道路命名。
2008年北京奧運的馬術項目移師香港舉行，香港政府把香港體育學院改建成馬術比賽場地，因此體院的三項鐵人訓練基地曾臨時搬遷至白石，而單車訓練基地亦曾遷進新建的臨時鑊型單車場，直至位於將軍澳的香港單車館落成啟用。

## 未來發展
香港政府早於2002年就白石陸岬未來發展進行規劃研究，根據2009年修訂的《馬鞍山分區計劃大綱草圖編號S/MOS/15》，白石陸岬有23.56公頃土地被劃為「綜合發展區」，可進行康樂或康樂暨住宅發展，其中康樂發展應最少佔11公頃。至於沿海部分、海星灣和渡頭灣共有11.86公頃的土地被劃為「自然保育區」，已獲確認為具生態、科學、考古和教育等價值。而毗連白石陸岬的落禾沙則被劃為「綜合發展區」，設私人住宅迎海、長實彩沙街限量地星漣海及城大學生宿舍。
沙田區議會強烈反對一半土地用來興建住宅，並聘請顧問提出休閒度假半島計劃，建議在白石東北方建成地質教育中心，東面建立自然生態教育中心，北面沿岸則改良沙灘並伸延至烏溪沙；近半土地用來建設康體設施，建議興建單車博物館、單車安全城和歷奇公園、國際級單車賽場、自助出租單車等；並設有一個極限運動公園及一個100條球道的高爾夫球練習場；半島南方則建一間最高七層的度假酒店。不過政府未有理會區議會意見，更將近半土地用作建設中低密度私人住宅。包括雲海、泓碧及信置臨海豪宅項目，合共可提供約1000個單位。
東方體育會將會於2023年下半年興建佔地1.8萬平方米的訓練基地，主要供足球部及籃球部使用。訓練設施包括室內及戶外籃球場各兩個、足球場及健身室等，預計於2024年落成，並計劃開放予公眾使用。

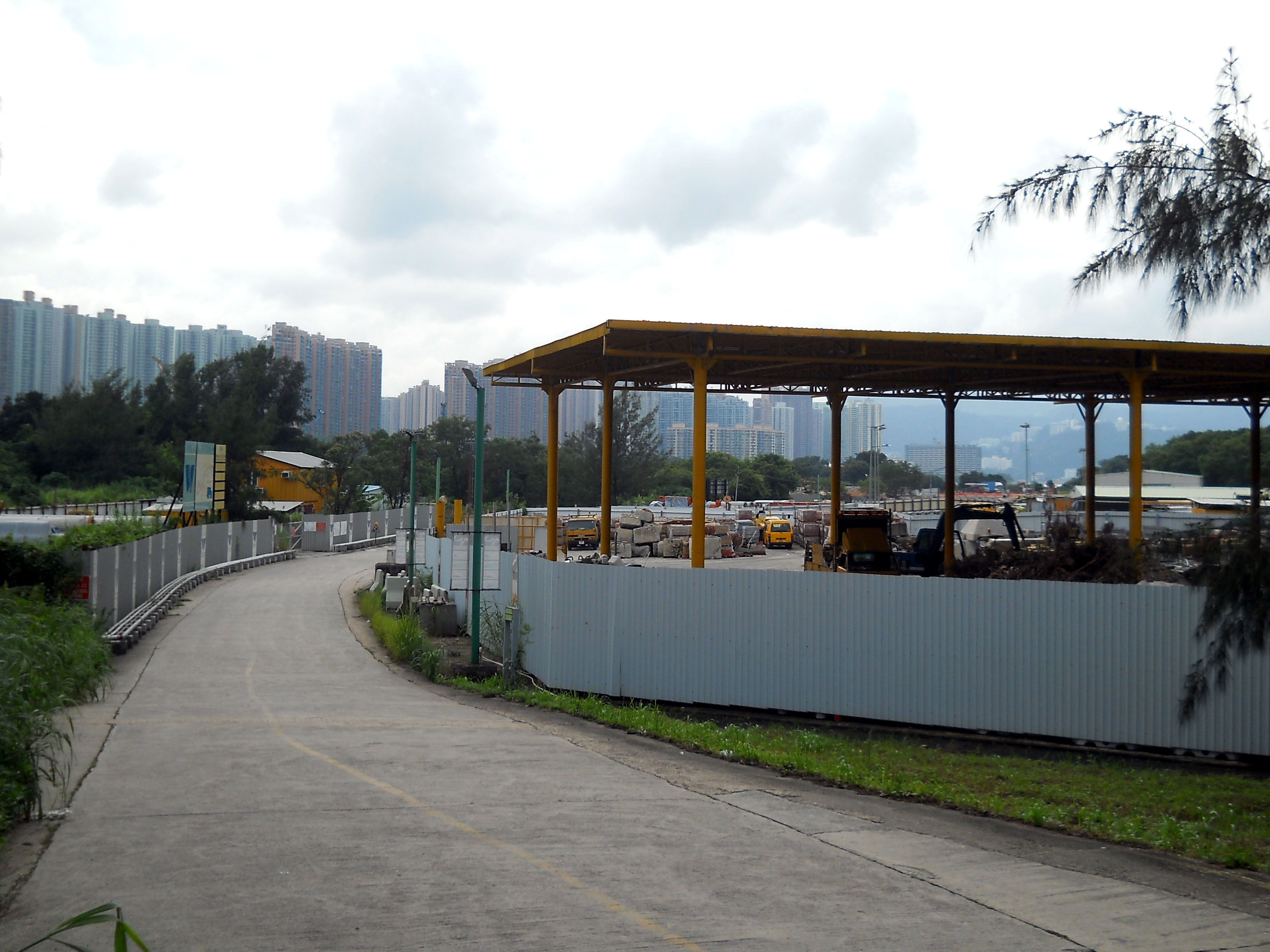
白石船民中心舊址地盤平整後將發展為私人住宅
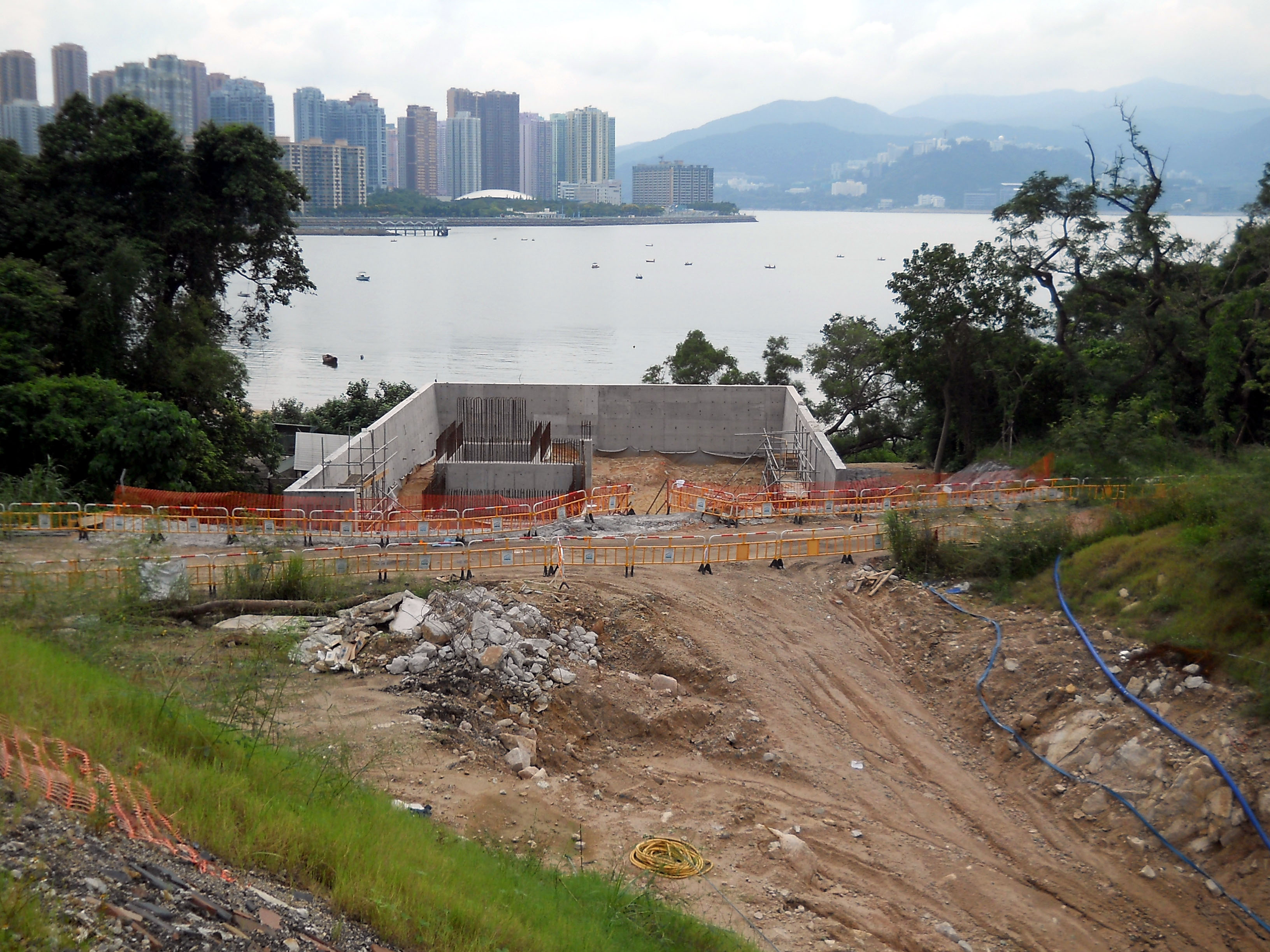
污水泵站工地
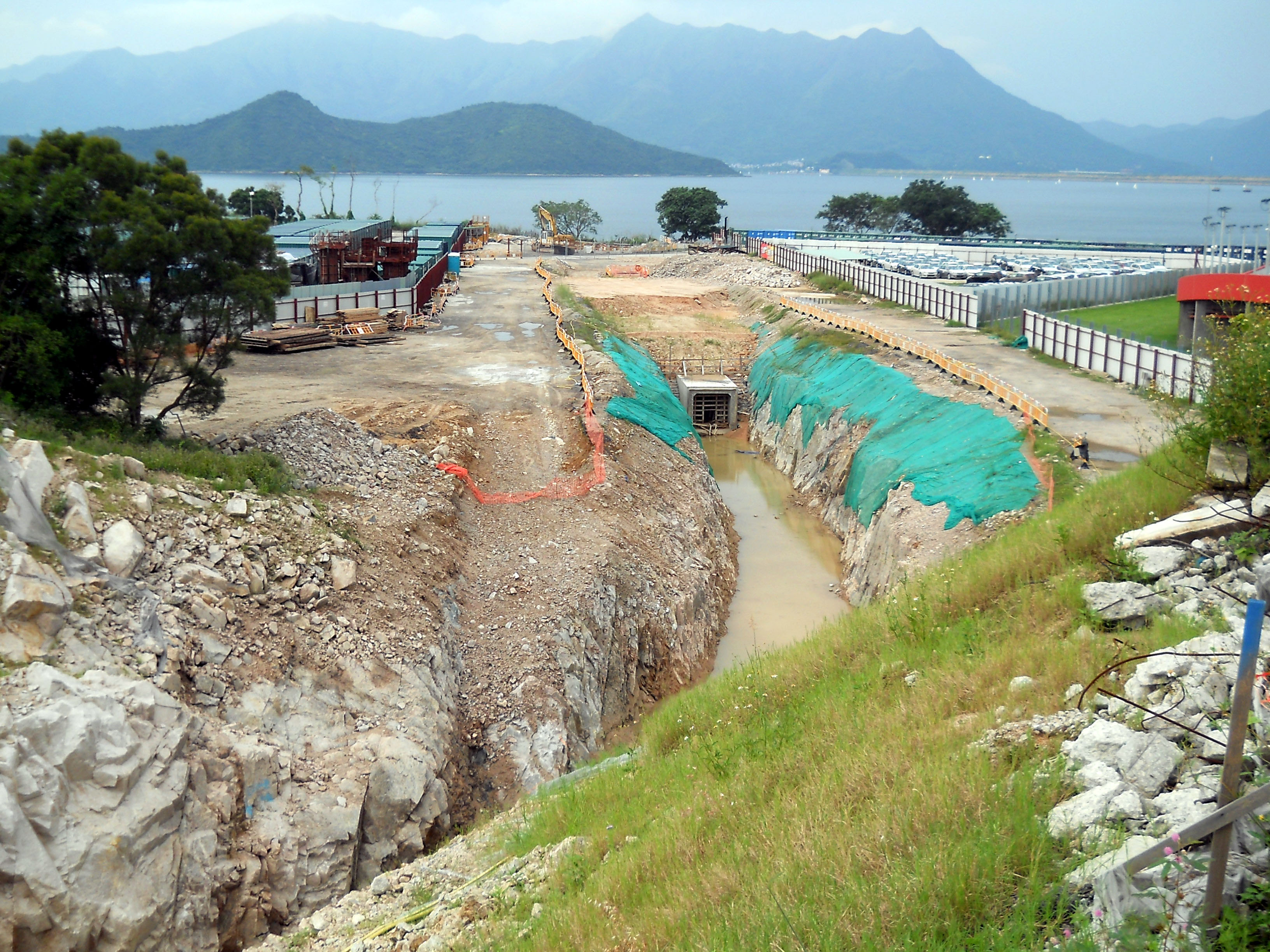
排水暗渠工地
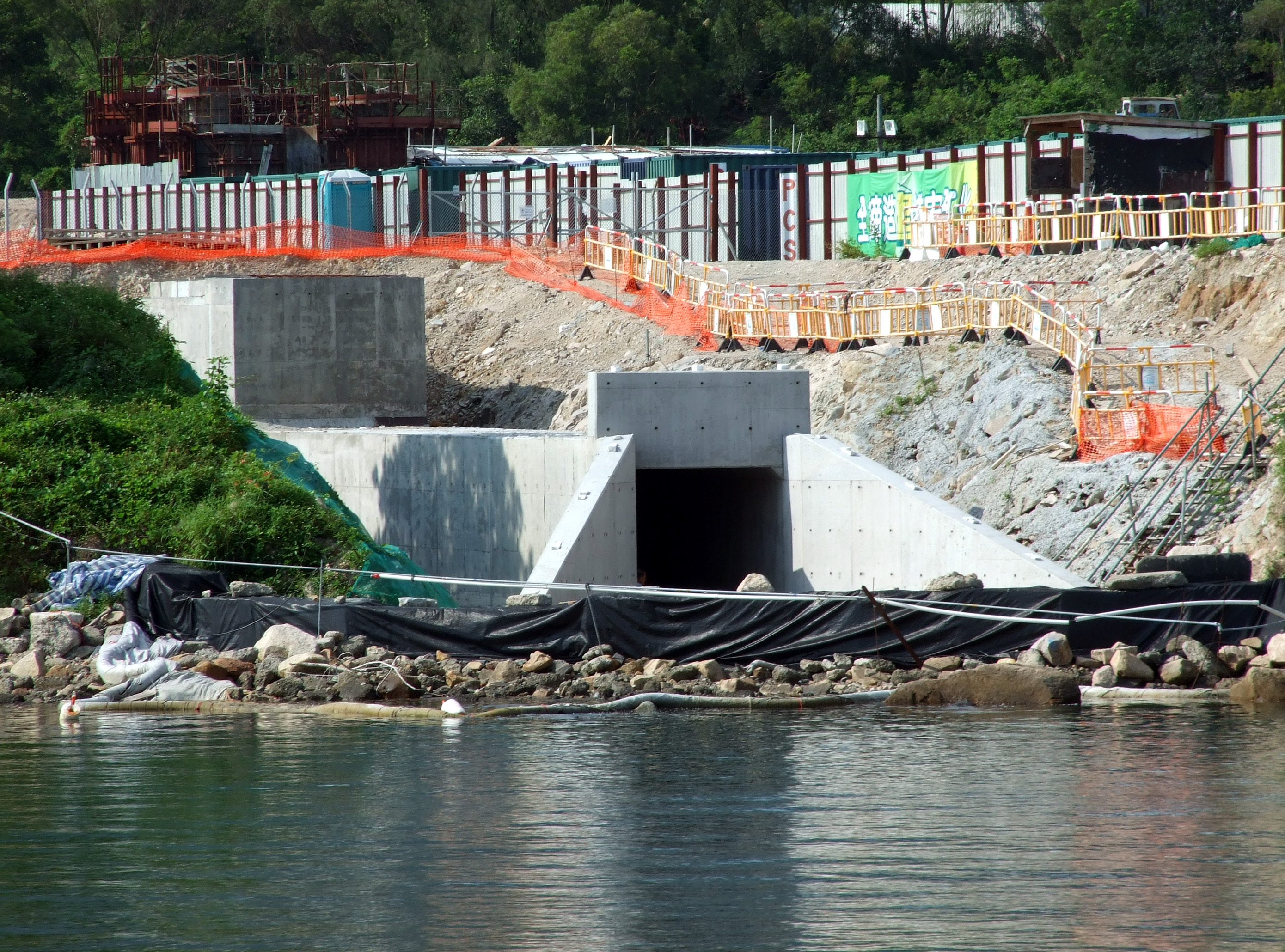
排水暗渠出口

## 外部連結
- 馬鞍山發展─ 白石及落禾沙第一期道路及渠務工程 （页面存档备份，存于），香港立法會發展事務委員會